# Rozovski
Rozovski (en rus: Розовский) és un poble (un khútor) de l'óblast de Volgograd, a Rússia, segons el cens del 2010 tenia 60 habitants.